# Fiat Cassino
Alfa Romeo Cassino es una de las fábricas de automóviles de FCA. Está situada a los pies de Monte Cassino, en el municipio de Cassino, en la provincia de Lacio, cerca de Roma. Fue fundada en 1972, su área es de más de 2.000.000 metros cuadrados, donde trabajan cerca de 5,000 empleados directos. La planta de Cassino es reconocida por su altísimo grado de automatización. En 1978 fue la primera planta del mundo junto a la de Fiat Rivalta donde se instaló el sistema RoboGate .
En 2000 sufrió una profunda remodelación con la inversión de más de 700 millones de euros de la época para la puesta a punto de la producción del Fiat Stilo, convirtiendo la fábrica en una moderna planta modular-integrada.

## Producción
En la planta de Cassino se han fabricado los siguientes vehículos:
- 1972 - 1978 Fiat 126
- 1978 - 1988 Fiat Ritmo
- 1983 - 1988 Fiat Regata
- 1988 - 1995 Fiat Tipo
- 1990 - 1996 Fiat Tempra
- 1995 - 2001 Fiat Bravo/Brava
- 1996 - 2001 Fiat Marea
- 2001 - 2007 Fiat Stilo

- 2005 - 2010 Fiat Croma
- 2007 - 2013 Fiat Bravo (2007)
- 2008 - 2013 Lancia Delta (2008)

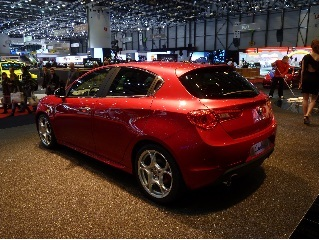
Alfa Romeo Giulietta (2010).

- 2010 - Alfa Romeo Giulietta (2010)
- 2015 - Alfa Romeo Giulia (2015)